# Tammy Martin
Tammy Martin est une personnalité politique canadienne.
Elle est membre du Nouveau Parti démocratique de la Nouvelle-Écosse et représente la circonscription de Cape-Breton-Centre à l'Assemblée législative de la Nouvelle-Écosse entre les élections de 2017 et sa démission pour des raisons de santé le 6 février 2020.

## Biographie
Tammy Martin a exercé des fonctions administratives à la Régie de la santé de la Nouvelle-Écosse à Sydney et elle a travaillé pour le Syndicat canadien de la fonction publique.